# کارل لودویگ انگل
کارل لودویگ انگل (انگلیسی: Carl Ludvig Engel; ۳ ژوئیهٔ ۱۷۷۸ – ۴ مهٔ ۱۸۴۰) یک معمار اهل آلمان بود.